# Valkó Endre
Valkó Endre (Nagysáros, 1810 – Németsóvár, 1880. október) bölcseleti doktor, református gimnáziumi tanár.

## Élete
Ágostai evangélikus vallású volt. Szaktárgyai: magyar, latin; 1843-tól tanárkodott, 1851. augusztus 15-től a losonci református gimnáziumban tanított 1870 júliusáig. 1870 októberétől az református egyháznak az állammal kötött szerződése alapján átlépett a losonci magyar királyi állami gimnáziumhoz. 1873. augusztus 30-tól kezdte nyugalmaztatását.
Cikke a losonci református gimnázium Értesítőjében (1860. Vezérelvek a gymnasiumok rendeltetéséről).

## Munkái
- Az egyenlőség, szabadság és testvériség alapos ismeretei. Lőcse, 1848. (Valykó Endre).
- A latin szókötés szabályai. Pest, 1853. Két kötet.